# Hjerteblomst
Hjerteblomst (Dicentra) er en slægt med 12 arter, der er udbredt i Nordamerika og Østasien. Det er én- eller flerårige, urteagtige planter med pælerod. Mange af arterne har udelukkende grundstillede blade og mangler bladbærende stængler. Hvor stængler findes, er de hule og kun let forgrenede. Blomsterne bæres under alle omstændigheder på en bladløs stængel. Bladene er sammensatte og 2 eller 4 gange snitdelte, så der opstår flige eller lapper. Bladrandene er hele, savtakkede eller tandede.  Bladpladen er grågrøn og hårløs, men ofte dækket af et vokslag. Blomsterne bæres i bladhjørnerne eller endestillet i forskellige former for stande. Blomsterne er symmetriske langs begge de to lodrette akser. Bægerbladene tabes tidligt, mens de hvide, lyserøde kronblade danner en hjerteformet krone. Frugterne er kapsler med flere eller mange frø, der bærer myrelegeme.
| Beskrevne arter |

- Lille hjerteblomst (Dicentra eximia)
- Småhjerte (Dicentra formosa)
- Løjtnantshjerte - se under Lamprocapnos

| Andre arter |

- Dicentra canadensis
- Dværghjerteblomst (Dicentra cucullaria)
- Dicentra peregrina
- Dicentra uniflora